# ماركو ميليسي
ماركو ميليسي (بالإيطالية: Marco Milesi)‏ ولد بتاريخ 30 يناير 1970 في إيطاليا، هو دراج إيطالي سابق.

## روابط خارجية
- ماركو ميليسي على موقع الاتحاد الدولي للدراجات (الإنجليزية)
- ماركو ميليسي على موقع أرشيف الدراجات (الإنجليزية)
- ماركو ميليسي على موقع إحصائيات الدراجات الإحترافية (الإنجليزية)
- ماركو ميليسي على موقع نسبة الدراجات (الإنجليزية)
- ماركو ميليسي على موقع CycleBase (الإنجليزية)